# Мала Добрања
Мала Добрања (алб. Dobrajë e Vogël) је насеље у општини Липљан, Косово и Метохија, Република Србија.

## Становништво
| Демографија | Демографија | Демографија |
| Година      | Становника  | Становника  |
| ----------- | ----------- | ----------- |
| 1948.       | 229         |             |
| 1953.       | 266         |             |
| 1961.       | 338         |             |
| 1971.       | 410         |             |
| 1981.       | 451         |             |
| 1991.       | 565         |             |